# 阿里斯蒂德斯·冈萨雷斯
阿里斯蒂德斯·冈萨雷斯（西班牙語：Arístides González，1961年1月12日—），波多黎各男子拳击运动员。他曾代表波多黎各参加1984年夏季奥林匹克运动会拳击比赛，获得男子75公斤级铜牌。